# Micromphale
Micromphale Gray – rodzaj grzybów należący do rodziny Omphalotaceae. 

## Systematyka i nazewnictwo
Nazwę tego taksonu wprowadził Samuel Frederick Gray w 1821 r.
Polska nazwa pępownik, jednak w Polsce nie występuje żaden przedstawiciel tego rodzaju, dawniej zaliczane do niego gatunki zostały przeniesione do rodzajów Gymnopus (łysostopek) i Marasmiellus (twardzioszek).
We wcześniejszych klasyfikacjach rodzaj ten był zaliczany do rodziny gąskowatych (Tricholomataceae) lub twardzioszkowatych (Marasmiaceae).

## Charakterystyka
Saprotrofy wytwarzające owocniki z pokrytymi cienką skórką, galaretowatymi kapeluszami i blaszkowym hymenoforze. Blaszki przyrośnięte do trzonu, o regularnej tramie. Zarodniki pępowników są eliptyczne, gładkie, pozbawione pory rostkowej, a ich wysyp jest biały, nieamyloidalny. Charakterystyczną cechą tego rodzaju jest woń owocników, przypominająca czosnek lub rozkładające się liście kapusty.

## Niektóre gatunki
- Micromphale arbuticola Desjardin 1986
- Micromphale arenivagum (Britzelm.) Honrubia 1984
- Micromphale australiense (Cleland) Grgur. 1997
- Micromphale austrochilense Singer 1969
- Micromphale brevipes (Berk. & Ravenel) Singer 1953
- Micromphale griseum Singer 1973
- Micromphale latisporum Singer 1973
- Micromphale macrosporum Singer 1973
- Micromphale mirramirildinum Grgur. 1997
- Micromphale occidentale Singer 1973
- Micromphale orientale Manim. & Leelav. 1988
- Micromphale pacificum Hongo 1977
- Micromphale rugosum (Cleland) Grgur. 1997
- Micromphale separatum Singer 1973
- Micromphale sequoiae Desjardin 1986
- Micromphale subavellaneum (Murrill) Dennis 1951
- Micromphale subexcavatum Murrill 1916
- Micromphale tomentosum Singer 1965

Wykaz gatunków (nazwy naukowe) na podstawie Index Fungorum. Obejmuje on wszystkie gatunki występujące w Polsce i niektóre inne. Uwzględniono tylko gatunki zweryfikowane o potwierdzonym statusie.